# Stagno di Pauli Ludosu
Lo stagno di Pauli Ludosu è una zona umida situata in prossimità della costa occidentale della Sardegna, all'altezza del golfo di Oristano. Appartiene amministrativamente al comune di Riola Sardo.

Lo stagno ricade all'interno delle aree SIC (ITB030036) e ZPS (ITB034008) che condivide con gli stagni di Cabras, Piscaredda, Mari 'e Sali, Pauli 'e Sali, Pauli Istai, Pauli Cuccuru Sperrau, Pauli Civas  e Pauli Trottas.